# Lepidiota grisea
Lepidiota grisea är en skalbaggsart som beskrevs av Britton 1959. Lepidiota grisea ingår i släktet Lepidiota och familjen Melolonthidae. Inga underarter finns listade i Catalogue of Life.